# TransBrasil
TransBrasil é uma via expressa de Bus Rapid Transit da cidade do Rio de Janeiro que liga Deodoro ao Centro do Rio, que junto com os corredores TransCarioca, TransOeste e TransOlímpica, fazem parte do conjunto de obras viárias que visou a preparar a cidade do Rio de Janeiro para os Jogos Olímpicos de Verão de 2016. Seu traçado segue, majoritariamente, ao longo da Avenida Brasil.
O corredor começou a operar, de forma gradativa, em 24 de fevereiro de 2024. Estima-se que o corredor venha a atender cerca de 150 a 250 mil pessoas/dia.

## Histórico

Estação Marinha Mercante do BRT TransBrasil

A TransBrasil tem 26 quilômetros de extensão e 19 estações entre o Terminal Deodoro e o Terminal Intermodal Gentileza. A via passa por 18 bairros, fazendo integração com os corredores TransCarioca e TransOlímpica, linhas de ônibus convencionais e a Linha 1 do VLT Carioca.
Em 1 de março de 2023 foi anunciado que o corredor TransBrasil seria inaugurado em final de 2023. Sendo anunciado posteriormente que sua inauguração ficou prevista para o primeiro semestre de 2024.
As obras do corredor teve um gasto total de aproximadamente 1,9 bilhões de reais, sendo 115 milhões de reais vindos a partir de um financiamento no BNDES, com 1 bilhão de reais vindos da Caixa Econômica Federal, e com o restante da obra sendo pago pelo governo municipal.

### Projeto
O projeto desse corredor denominado como "Corredor Expresso da Avenida Brasil", a prefeitura considerava construir o corredor TransBrasil até o Centro do Rio com final no Aeroporto Santos Dumont, porém o IPHAN impediu a construção do BRT no Aterro do Flamengo, que é tombado. Como alternativa, cogitou-se seguir com o corredor até o Terminal Américo Fontenelle ou ainda até a Uruguaiana com o terminal subterrâneo sob a Avenida Presidente Vargas.
Por fim optou-se por uma solução mais econômica e rápida e seguir até a região do Gasômetro (oficialmente no bairro de São Cristóvão, mas já próximo da região central) e construir o Terminal Intermodal Gentileza (TIG), que será a estação terminal do BRT, integrando-se com o VLT e com ônibus municipais.

## Início das obras
As obras desse corredor começaram em 2015, com a previsão da entrega da obra sendo em 2017.
Em agosto de 2016, as obras foram paralisadas e retomadas em novembro de 2017 – ano inicialmente previsto para a entrega do corredor –, vindo a sofrer paralisações recorrentes.
Em março de 2020, as obras foram paralisadas devido a pandemia de COVID-19. Com as obras sendo retomadas em 24 de agosto de 2021.
Em setembro de 2023, foi inaugurado o Terminal Deodoro permitindo a integração com o corredor TransOlímpica.
Em fevereiro de 2024, foi inaugurado o Terminal Intermodal Gentileza, um dia antes do início do funcionamento do corredor, permitindo a integração entre o VLT Carioca.

## Inauguração

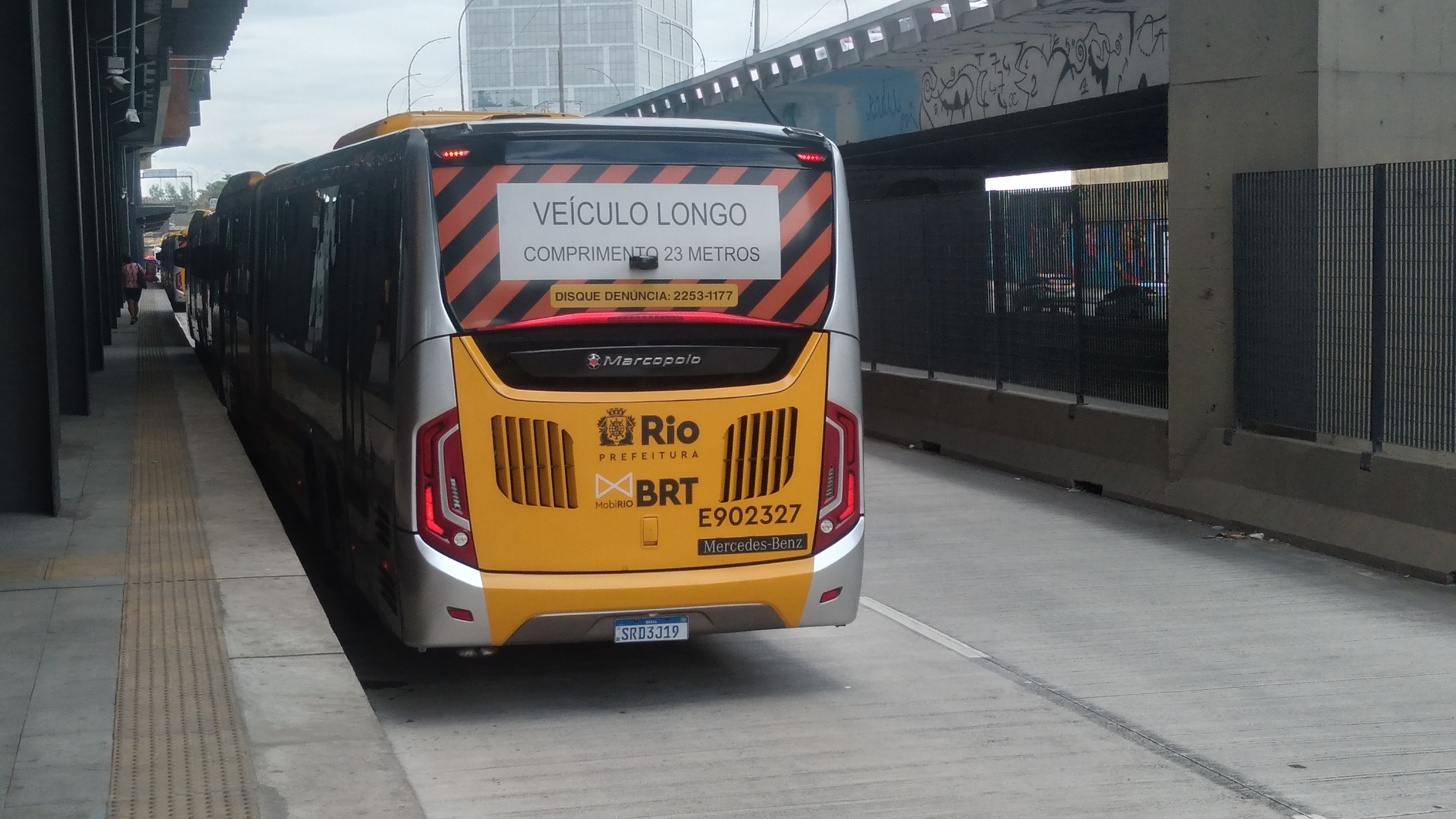
Marcopolo Viale Express da Mobi-Rio parado no Terminal Gentileza em São Cristóvão, bairro do Rio de Janeiro

O corredor TransBrasil foi inaugurado de forma gradativa, em 24 de fevereiro de 2024, após mais de 7 anos de atraso. Ao ser inaugurado, o corredor começou a operar com o trecho Penha-Terminal Gentileza.
Em março de 2024, foi inaugurado o trecho Terminal Gentileza-Terminal Deodoro, junto com todas as estações do corredor.